# Tổng thống đắc cử của Hoa Kỳ

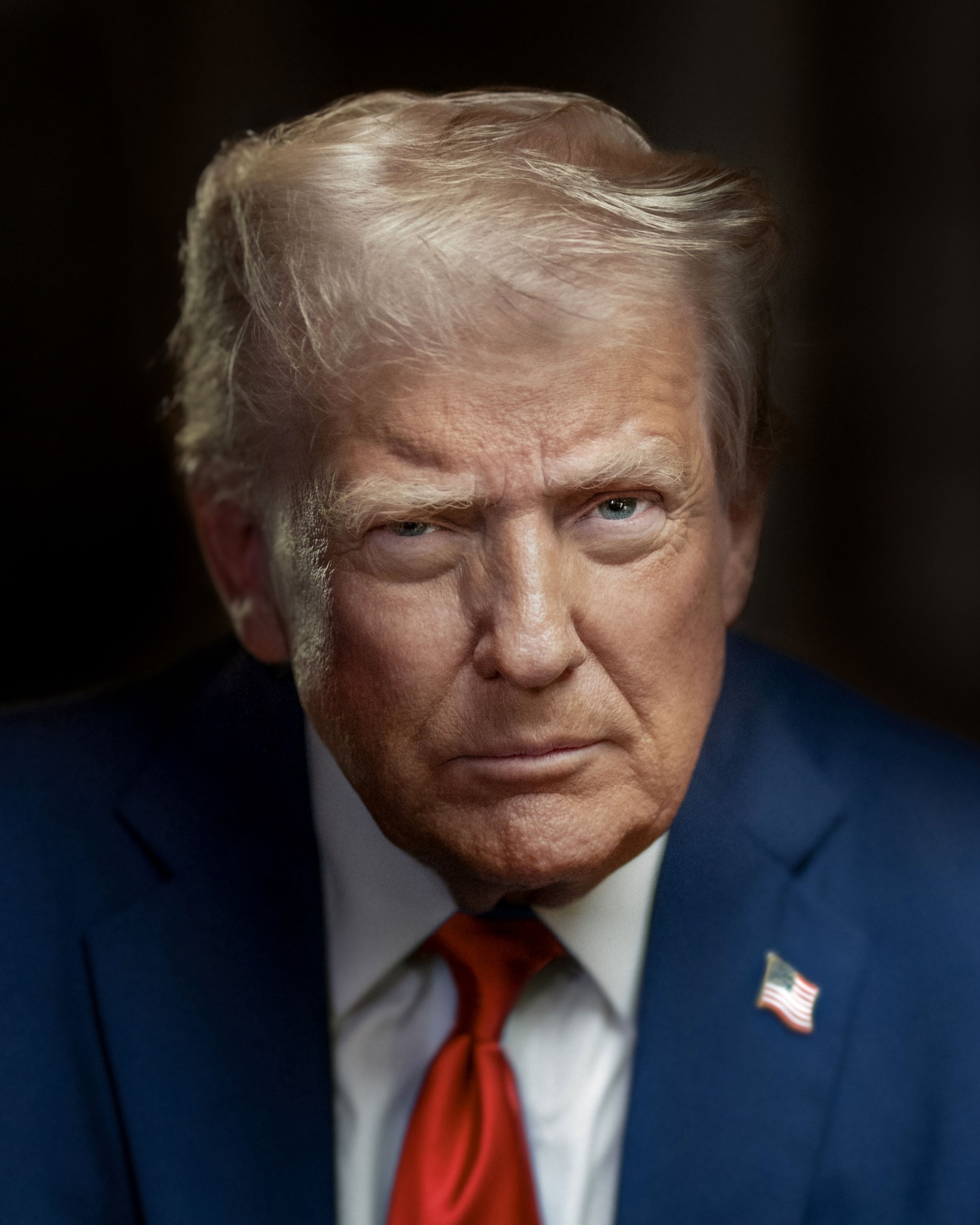
Ngày 6 tháng 11 năm 2024, Donald Trump từ Florida đã trở thành Tổng thống đắc cử của Hoa Kỳ

Tổng thống đắc cử (President-elect) của Hoa Kỳ là danh hiệu thông thường hoặc kính trọng dành cho người có vẻ như đã thắng một cuộc bầu cử tổng thống ở Hoa Kỳ, nhưng vẫn chưa tuyên thệ nhậm chức Tổng thống, diễn ra tại lễ nhậm chức. Nếu kết quả của một cuộc bầu cử không rõ ràng hoặc có tranh chấp, sẽ không có người nào được gọi là tổng thống đắc cử cho đến khi tranh chấp được giải quyết. Kể từ ngày 6 tháng 11 năm 2024, cựu Tổng thống Donald Trump là tổng thống đắc cử của Hoa Kỳ.
Điều khoản hiến pháp duy nhất liên quan trực tiếp đến người thắng cử tổng thống là họ có quyền tuyên thệ nhậm chức. Không có dấu hiệu khi nào người đó thực sự trở thành tổng thống đắc cử. Kể từ năm 1963, luật liên bang Hoa Kỳ đã trao quyền cho Cơ quan Quản lý Dịch vụ Tổng hợp xác định ai rõ ràng là người chiến thắng trong cuộc bầu cử và giúp tạo điều kiện thuận lợi cho hoạt động cơ bản của nhóm chuyển tiếp của tổng thống đắc cử. Theo quy ước, trong khoảng thời gian giữa bầu cử và nhậm chức, tổng thống đắc cử tích cực chuẩn bị thực hiện các nhiệm vụ của văn phòng tổng thống và làm việc với tổng thống sắp mãn nhiệm (còn gọi là "vịt què") để đảm bảo bàn giao mọi trách nhiệm của tổng thống một cách suôn sẻ.